# Skedsmo
Skedsmo est une ancienne kommune norvégienne du comté d'Akershus située dans la banlieue d'Oslo.
Le 1er janvier 2020 elle a été rattachée à la municipalité nouvelle de Lillestrøm. 
D'autres villes importantes de cette dernière sont Skedmokorset, Skjetten et Strømmen. Kjeller, où se situent des centres de recherche scientifique d'importance (aéronautique, nucléaire).
L'ancienne commune possèda un rôle important dans l'histoire industrielle de la Norvège. Strømmen Verksted a construit les premiers trains et les avions de la Seconde Guerre mondiale furent construits à Kjeller. Lillestrøm avait aussi une importance dans le traitement du bois provenant des grandes forêts.

## Gouvernement
Lillestrøm, Skedsmo a le siège du Statens havarikommisjon for transport (SHT).